# Elaenia flavogaster
Elaenia flavogaster là một loài chim trong họ Tyrannidae.
Loài chim này sinh sản từ miền nam Mexico và bán đảo Yucatán qua Trung và Nam Mỹ cho đến tận phía bắc Argentina, và trên Trinidad và Tobago.

## Hình ảnh

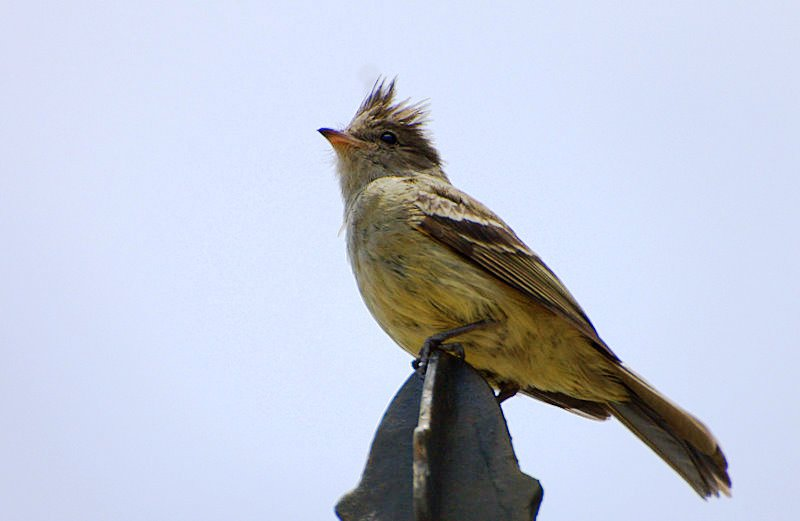
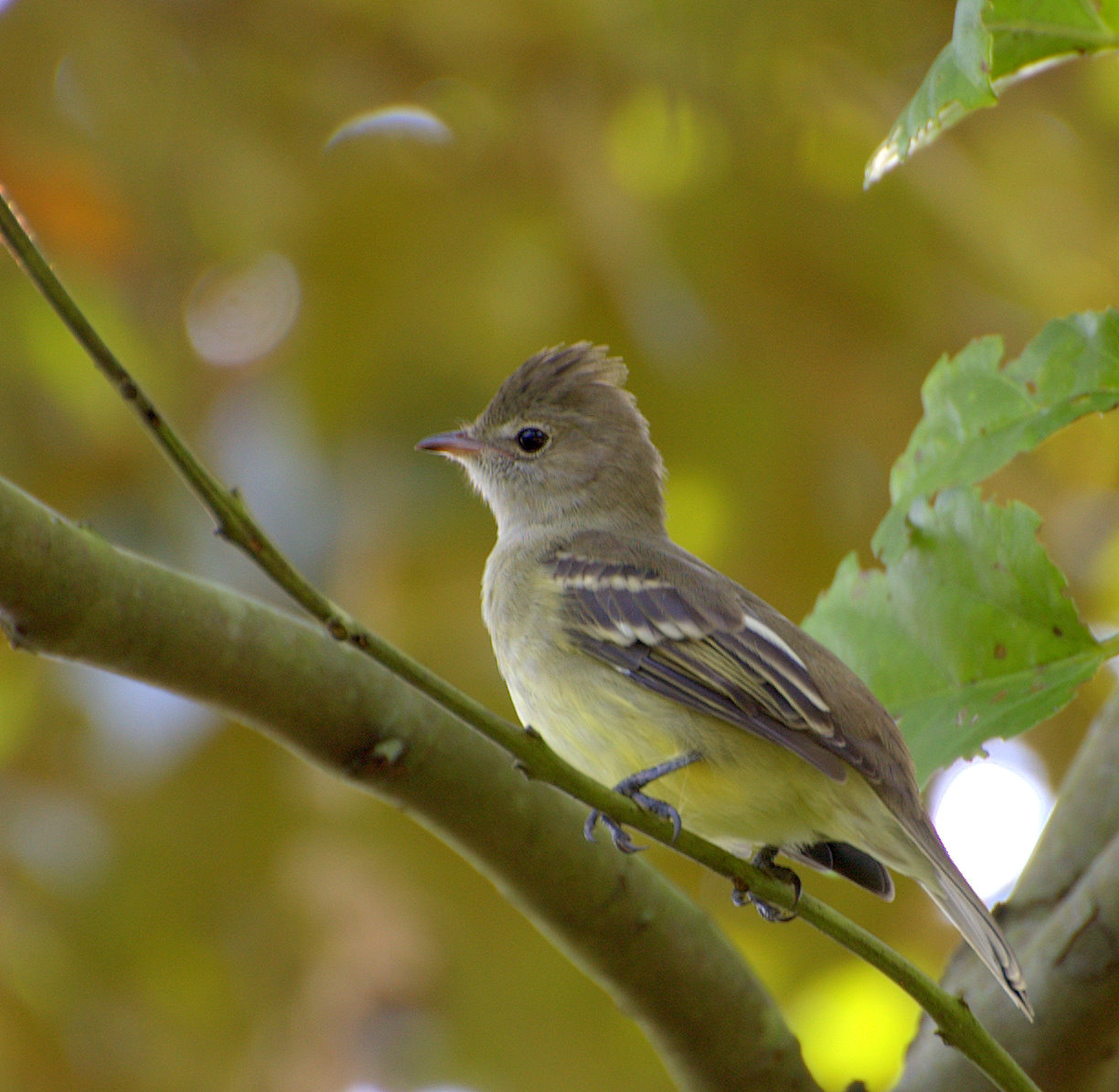